# 哈桑·亚当斯
哈桑·奥拉瓦莱·亚当斯（英語：Hassan Olawale Adams，1984年6月20日—），美国NBA联盟职业篮球运动员。他在2006年的NBA选秀中第2轮第24顺位被新泽西篮网选中。

## 外部連結
- 哈桑·亚当斯在fiba.basketball（英语）
- 哈桑·亚当斯在NBA官網（英语）
- 哈桑·亚当斯在意大利篮球甲级联赛官網（意大利语）
- 哈桑·亚当斯在Basketball-Reference.com（NBA）（英语）
- 哈桑·亚当斯在Basketball-Reference.com（國際）（英语）
- 哈桑·亚当斯在Sports-Reference.com（NCAA）（英语）
- 哈桑·亚当斯在Eurobasket.com（球員）（英语）
- 哈桑·亚当斯在Proballers（英语）
- 哈桑·亚当斯在RealGM（球員）（英语）